# Félix de Cantalice
Pour les articles homonymes, voir Félix.
Félix de Cantalice né en 1515 à Cantalice (Latium, Italie), mort à Rome le 18 mai 1587, est un frère mineur capucin, canonisé par l'Église catholique.

## Biographie
Felice Porri est né dans une famille de paysans, à Cantalice, dans la vallée de Rieti, aux environs de 1515. Placé à l'âge de douze ans comme berger chez un certain Tullio Piccarelli, le garçonnet se distingue par sa piété et son amour du silence. Comme on lui reproche d'être souvent à l'écart, il répond : « Eh quoi, il faut nous faire saints ! ».
À la suite d'un accident de labour dont, selon la tradition, il est sauvé miraculeusement en 1543, il entre chez les Capucins. Fin 1543, il rejoint le couvent d'Anticoli di Campagna, actuellement Fiuggi. Et le 18 mai 1545, il prend l'habit au couvent San Giovanni où il reste jusqu'en 1547.  
Quatre ans plus tard, il est envoyé à Rome, au couvent San Niccolo de Portiis, comme frère quêteur, charge qu'il exerce jusqu'à sa mort. Il y devient ami de plusieurs grands personnages de l'époque, comme Charles Borromée et surtout Philippe Néri, dont il partage les originalités édifiantes. Il se rend célèbre par ses austérités, sa charité et sa verve plaisante. En 1580, lorsque la peste frappe Rome, il est chargé par la municipalité de collecter des fonds en faveur des miséreux.
Il reste connu sous le nom de « frère Deo gratias », car « Deo gratias » (« je rends grâce à Dieu ») est sa réponse permanente à tous, qu'ils lui donnent l'aumône ou bien le repoussent. Lui-même se décrit comme « l'âne des Capucins ».
Lorsqu'il meurt en 1587, le peuple romain réclame aussitôt sa canonisation. Premier saint de l'ordre des Frères mineurs capucins, il est le patron des frères non prêtres de cet ordre. Son corps repose sous l'autel d'une chapelle qui lui est dédiée, dans l'église Notre-Dame de la Conception des Capucins, à Rome.

## Béatification, canonisation, fête

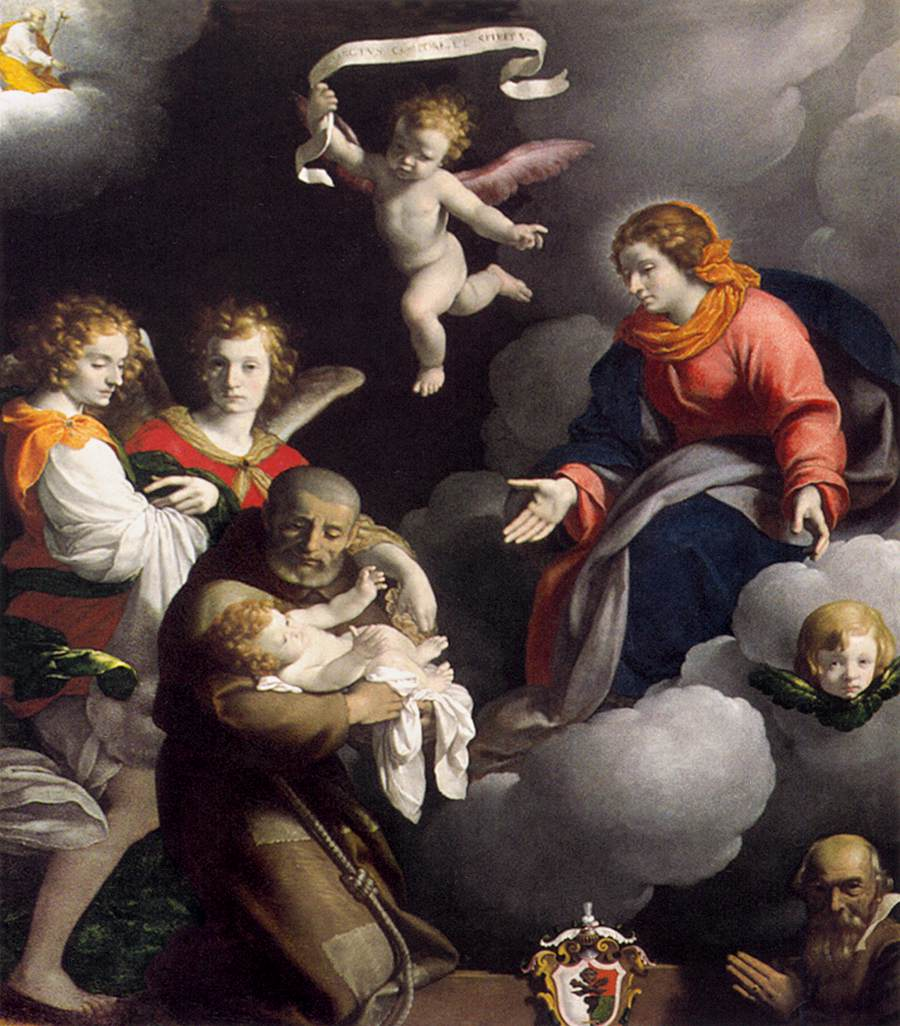
La Vision de saint Félix de Cantalice de Carlo Ceresa (1644).

Le pape Sixte V ordonna d'ouvrir son procès en béatification, qui se tint entre le 10 juin et le 10 novembre 1587. Un nouveau procès fut ouvert en 1614 - 1616.
Il fut béatifié le 1er octobre 1625 par Urbain VIII. Son corps fut transporté depuis l'église de San Niccolo au nouveau couvent Notre-Dame de la Conception.
Il fut canonisé le 22 mai 1712 par Clément XI.
L'Église catholique le célèbre le 18 mai.

## Source
- Vita di S. Felice Porri - B. Zucchi - Forli - 1630